# Inkontynencja pomikcyjna
Inkontynencja pomikcyjna ang. PMD (Post Micturition Dribbling - kropelkowanie pomikcyjne) – rodzaj inkontynencji, który dotyczy tylko mężczyzn. Cewka moczowa mężczyzn jest o kilkanaście centymetrów dłuższa niż cewka kobiet. Po oddaniu moczu (mikcja) w cewce może pozostać nawet kilka mililitrów moczu. Po skorzystaniu z toalety może zdarzyć się wyciek tych kilku kropli moczu w niekontrolowany sposób, powodując kłopotliwe plamy na spodniach.

Przeczytaj ostrzeżenie dotyczące informacji medycznych i pokrewnych zamieszczonych w Wikipedii.